# Ulič
Ulič est un village de Slovaquie situé dans la région de Prešov.

## Histoire
Première mention écrite du village en 1451.

## Démographie

### Évolution de la population
| Année:               | 1994. | 2004.   | 2014.    | 2024.    |
| -------------------- | ----- | ------- | -------- | -------- |
| Nombre de personnes: | 1128  | 1038    | 907      | 808      |
| Différence:          |       | -7,97 % | -12,62 % | -10,91 % |

| Année:               | 2023. | 2024.   |
| -------------------- | ----- | ------- |
| Nombre de personnes: | 810   | 808     |
| Différence:          |       | -0,24 % |